# 신세계에서 (소설)
《신세계에서》(일본어: 新世界より 신세카이요리[*])는 기시 유스케가 쓴 일본의 소설이다. 2008년 고단샤를 통해 출판되고 있으며 2011년 고단샤문고를 통해 문고판이 출판되었다.

## 개요
사람들이 염동력을 다룰 수 있게 된 1000년 후의 세계를 무대로 한 SF작품. 2008년 제29회 일본 SF 대상 수상 작품이며, 작가의 3년 만의 장편 소설이다. 2권(상하권)으로 구성되어 있으며 총 페이지 수는 1,000장을 넘는다. 문고판은 3권(상중하권)으로 구성되어 있다.
제목은 안토닌 드보르자크의 교향곡 9장 《신세계에서》에서 따왔으며, 이 곡의 제2악장을 원곡으로 한 가곡 〈가로〉(家路)의 가사가 작중 수차례 등장한다.
2012년에 만화화가 되었으며, 같은 해 10월부터 다음 해 3월까지 텔레비전 애니메이션으로도 방영되었다. 《소설 현대》2011년 8월호부터 전일담 《신세계 0년》이 연재 중이다.

## 등장인물
와타나베 사키(渡辺 早季)
아사히나 사토루(朝比奈 覚)
아오누마 슌(青沼 瞬)
아키즈키 마리아(秋月 真理亜)
이토 마모루(伊東 守)

## 소설
단행본
| 일본어 제목   | 한국어판 제목 | 발매 날짜(일본어판) | 발매 날짜(한국어판) | ISBN(일본어판)         | ISBN(한국어판)         |
| ------------- | ------------- | ------------------- | ------------------- | ---------------------- | ---------------------- |
| 新世界より 上 | 신세계에서 1  | 2008년 1월 23일     | 2009년 3월 16일     | ISBN 978-4-06-214323-3 | ISBN 978-89-010-9296-6 |
| 新世界より 下 | 신세계에서 2  | 2008년 1월 23일     | 2009년 3월 16일     | ISBN 978-4-06-214324-0 | ISBN 978-89-010-9297-3 |

신서판
| 일본어 제목 | 한국어판 제목 | 발매 날짜(일본어판) | 발매 날짜(한국어판) | ISBN(일본어판)         | ISBN(한국어판) |
| ----------- | ------------- | ------------------- | ------------------- | ---------------------- | -------------- |
| 新世界より  |               | 2009년 8월 6일      |                     | ISBN 978-4-06-182660-1 |                |

문고판
| 일본어 제목     | 한국어판 제목 | 발매 날짜(일본어판) | 발매 날짜(한국어판) | ISBN(일본어판)         | ISBN(한국어판) |
| --------------- | ------------- | ------------------- | ------------------- | ---------------------- | -------------- |
| 新世界より (上) |               | 2011년 1월 14일     |                     | ISBN 978-4-06-276853-5 |                |
| 新世界より (中) |               | 2011년 1월 14일     |                     | ISBN 978-4-06-276854-2 |                |
| 新世界より (下) |               | 2011년 1월 14일     |                     | ISBN 978-4-06-276855-9 |                |

## 코믹스
| 일본어 제목   | 한국어판 제목 | 발매 날짜(일본어판) | 발매 날짜(한국어판) | ISBN(일본어판)         | ISBN(한국어판) |
| ------------- | ------------- | ------------------- | ------------------- | ---------------------- | -------------- |
| 新世界より(1) |               | 2012년 10월 9일     |                     | ISBN 978-4-06-384745-1 |                |
| 新世界より(2) |               | 2012년 12월 7일     |                     | ISBN 978-4-06-384778-9 |                |
| 新世界より(3) |               | 2013년 5월 9일      |                     | ISBN 978-4-06-384840-3 |                |
| 新世界より(4) |               | 2013년 9월 9일      |                     | ISBN 978-4-06-394924-7 |                |
| 新世界より(5) |               | 2013년 12월 9일     |                     | ISBN 978-4-06-394957-5 |                |

## 애니메이션
TV 아사히 등에서 2012년 10월부터 2013년 3월까지 방송되었다.

### 제작진
- 원작: 기시 유스케 「신세계에서」
- 감독: 이니하마 마사시
- 조감독: 야마토 나오미치
- 시리즈 구성: 소고 마사시
- 캐릭터 원안: 요리
- 메인 캐릭터 디자인: 구보타 치카시
- 토탈 디자인 콘셉트: 나가사와 신
- 서브 캐릭터 디자인: 시미즈 히로미
- 프로프 디자인: 이와나가 요시노리
- 미술 감독: 야마네 사호
- 색채 설계: 아베 나기사
- 의상 디자인: 모리사키 타다시
- 촬영 감독: 고토 하루히
- 3D 감독: 운도 류타
- 편집: 츠보네 겐타로
- 음악: 고모리 시게오
- 음향 감독: 모토야마 테츠
- 프로듀서: 카지 준(TV 아사히), 키노시타 테츠야(포니캐니언), 호소카와 오사무·가와카미 준페이(하쿠호도DYMP), 오치코시 토모노리(A-1 Pictures)
- 애니메이션 프로듀서: 오마츠 유카타
- 제작사: A-1 Pictures
- 애니메이션 제작: 「신세계에서」 제작위원회

### 주제가
오프닝
- 기본적으로 오프닝곡은 없다. 다만, 제17화 이후부터 사용된 엔딩곡 '눈에 피는 꽃'이 제16화의 오프닝곡으로 사용된 적이 있다.

엔딩
- 쪼개진 사과(割れたリン)
  - 제1화 ~ 제16화
  - 작사: 이나바 에미
  - 작곡·편집: 오자키 치카라
  - 노래: 와타나베 사기 (타네다 리사)
- 눈에 피는 꽃(雪に咲く花)
  - 제17화 ~ 제24화
  - 작사: 이나바 에미
  - 작곡·편집: 고바야시 시게오
  - 노래: 아키즈키 마리아 (하나자와 카나)

### 방영 목록
| 부             | 화수   | 제목(일본어)     | 제목(한국어)               | 각본                             | 콘티                         | 연출                           | 작화감독                                                       |
| -------------- | ------ | ---------------- | -------------------------- | -------------------------------- | ---------------------------- | ------------------------------ | -------------------------------------------------------------- |
| 제1부 (12세편) | 제1화  | 若葉の季節       | 새싹의 계절                | 소고 마사시                      | 이시하마 마사시              | 야마토 나오미치                | 구보타 치카시                                                  |
| 제1부 (12세편) | 제2화  | 消えゆく子ら     | 사라져가는 아이들          | 소고 마사시                      | 이시하마 마사시              | 야마토 나오미치                | 소타케 유우코                                                  |
| 제1부 (12세편) | 제3화  | ミノシロモドキ   | 유사 미노시로              | 소고 마사시                      | 이시하마 마사시              | 쿠도 히로아키                  | 시미즈 히로미                                                  |
| 제1부 (12세편) | 제4화  | 血塗られた歴史   | 피로 물든 역사             | 나카세 리카                      | 오구라 노부토시              | 야마토 나오미치                | 콘도 케이이치                                                  |
| 제1부 (12세편) | 제5화  | 逃亡の熱帯夜     | 도망의 열대야              | 우라사와 코헤이                  | 야마우치 시게야스            | 야마우치 시게야스              | 하야마 준이치                                                  |
| 제1부 (12세편) | 제6화  | 逃避行           | 도피행                     | 나카무라 요시코                  | 구로사와 마모루              | 구로사와 마모루                | 고지마 야마토                                                  |
| 제1부 (12세편) | 제7화  | 夏闇             | 여름의 어둠                | 소고 마사시                      | 오구라 노부토시              | 후치가미 마코토                | 시가 미치노리                                                  |
| 제2부 (14세편) | 제8화  | 予兆             | 예조                       | 나카세 리카                      | 야기누마 카즈요시            | 야기누마 카즈요시              | 이시하마 마사시, 코스미 치아키, 야마모토 아츠시, 시미즈 히로미 |
| 제2부 (14세편) | 제9화  | 風立ちぬ         | 바람, 불기 시작하다        | 나카무라 요시코, 우라사와 코헤이 | 오구라 노부토시              | 다카무라 유우타                | 고야마 토모히로                                                |
| 제2부 (14세편) | 제10화 | 闇よりも         | 어둠보다도                 | 우라사와 코헤이, 소고 마사시     | 야마우치 시게야스            | 야마우치 시게야스              | 하야마 준이치                                                  |
| 제2부 (14세편) | 제11화 | 冬の遠雷         | 겨울의 천둥소리            | 소고 마사시                      | 구로사와 마모루              | 다카하시 토모야                | 콘도 케이이치                                                  |
| 제2부 (14세편) | 제12화 | 弱い環           | 약한 고리                  | 소고 마사시                      | 이시하마 마사시              | 야마토 나오미치                | 고지마 야마토, 사하라 아코, 코스미 치아키, 시미즈 히로미       |
| 제2부 (14세편) | 제13화 | 再会             | 재회                       | 소고 마사시                      | 우라사와 코헤이, 소고 마사시 | 야마우치 시게야스              | 하야마 준이치                                                  |
| 제2부 (14세편) | 제14화 | 雪華             | 설화                       | 나카세 리카                      | 야마우치 시게야스            | 나카야마 아츠시, 모리 요시히로 | 스즈키 미네오, 코바야시 토시미츠, 지츠하라 노보루              |
| 제2부 (14세편) | 제15화 | 残像             | 잔상                       | 나카세 리카                      | 오구라 노부토시              | 히로시마 히데키                | 하시모토 코헤이, 마츠이 마코토                                 |
| 제2부 (14세편) | 제16화 | 愛する早季へ     | 사랑하는 사키에게          | 소고 마사시                      | 구로사와 마모루              | 다카하시 토모야                | 나카모리 코타로                                                |
| 제3부 (26세편) | 제17화 | 破滅の足音       | 파멸의 발소리              | 나카무라 요시코                  | 오구라 노부토시              | 야마토 나오미치                | 야마모토 아츠시, 코스미 치아키                                 |
| 제3부 (26세편) | 제18화 | 紅い花           | 붉은 꽃                    | 우라사와 코헤이                  | 오구라 노부토시              | 도미타 히로아키                | 이노구치 미오                                                  |
| 제3부 (26세편) | 제19화 | 暗闇             | 어둠                       | 나카세 리카                      | 이시하마 마사시              | 야마토 나오미치                | 야마구치 마미, 고지마 타카시                                   |
| 제3부 (26세편) | 제20화 | 冷たい日だまり   | 차가운 양지                | 우라사와 코헤이                  | 마츠모토 아츠시              | 오카다 켄지로                  | 무라타 토시하루                                                |
| 제3부 (26세편) | 제21화 | 劫火             | 겁화                       | 소고 마사시                      | 오구라 노부토시              | 오쿠노 코우타                  | 신보 타쿠로                                                    |
| 제3부 (26세편) | 제22화 | 東京             | 도쿄                       | 소고 마사시                      | 구로사와 마모루              | 구로사와 마모루                | 시미즈 히로미, 코스미 치아키                                   |
| 제3부 (26세편) | 제23화 | 少年の顔         | 소년의 얼굴                | 소고 마사시                      | 네무라 쇼우                  | 다카하시 토모야                | 무라타 토시하루, 이노구치 미오                                 |
| 제3부 (26세편) | 제24화 | 闇に燃えし篝火は | 어둠속에서 타오른 화톳불은 | 소고 마사시                      | 사사키 마모루                | 도미타 히로아키                | 야마구치 마미, 야마모토 아츠시, 도미타 슈코                    |
| 제3부 (26세편) | 제25화 | 新世界より       | 신세계에서                 | 소고 마사시                      | 이시하마 마사시              | 야마토 나오미치                | 구보타 치카시                                                  |

### Blu-ray / DVD
| 권 | 발매일           | 수록            | 규격 번호  | 규격 번호  |
| 권 | 발매일           | 수록            | Blu-ray    | DVD        |
| -- | ---------------- | --------------- | ---------- | ---------- |
| 1  | 2012년 11월 30일 | 제1화           | PCXG-50181 | PCBG-52161 |
| 2  | 2012년 12월 28일 | 제2화 - 제4화   | PCXG-50182 | PCBG-52162 |
| 3  | 2013년 1월 25일  | 제5화 - 제7화   | PCXG-50183 | PCBG-52163 |
| 4  | 2013년 2월 20일  | 제8화 - 제10화  | PCXG-50184 | PCBG-52164 |
| 5  | 2013년 3월 20일  | 제11화 - 제13화 | PCXG-50185 | PCBG-52165 |
| 6  | 2013년 4월 17일  | 제14화 - 제16화 | PCXG-50186 | PCBG-52166 |
| 7  | 2013년 5월 15일  | 제17화 - 제19화 | PCXG-50187 | PCBG-52167 |
| 8  | 2013년 6월 19일  | 제20화 - 제22화 | PCXG-50188 | PCBG-52168 |
| 9  | 2013년 7월 17일  | 제23화 - 제25화 | PCXG-50189 | PCBG-52169 |